# Walter III. von Châtillon

Wappen Walters III.

Walter III. von Châtillon (frz. Gaucher; † Oktober 1219) war ein Herr von Châtillon, Troissy, Crécy, Montjay, Broigny und Pierrefonds, sowie durch Heirat Graf von Saint-Pol.
Er war ein Sohn von Guido II. von Châtillon und der Adèle von Dreux, einer Tochter des Grafen Robert I. von Dreux.

## Leben
Zusammen mit seinem älteren Bruder, Guido III. von Châtillon, begleitete Walter den König Philipp II. von Frankreich auf den Dritten Kreuzzug, wo der Bruder bei der Belagerung von Akkon 1191 starb. Nach seiner Rückkehr unterstützte er den König im Kampf gegen die Plantagenets in der Normandie. 1192 erbte er von einer entfernten Verwandten die Burg von Pierrefonds, die er aber schon ein Jahr später beim König für Clichy eintauschte. Walter heiratete 1196 Elisabeth († um 1240), die Erbtochter des Grafen Hugo IV. von St. Pol. Nachdem dieser 1205 gestorben war, übernahm das Paar die Grafschaft Saint-Pol als Erbe.
Walter förderte die Gründung eines Trinitarierklosters in der Nähe von Cerfroi durch den heiligen Felix von Valois. Von Graf Theobald III. wurde er zu einem Großkämmerer der Champagne und von Herzog Odo III. zu einem Seneschall von Burgund ernannt. Während des Erbfolgekrieges in der Champagne unterstützte er die Partei der Gräfin Blanka und deren Sohn.
1209 nahm Gaucher am Albigenserkreuzzug teil und kämpfte bei den Belagerungen von Béziers und Carcassonne. Im Jahr 1214 kämpfte er in der siegreichen Schlacht bei Bouvines für den König von Frankreich. Im Jahr 1219 nahm er mit dem Prinzen  Ludwig den Löwen erneut das Kreuz zum Albigenserkreuzzug und nahm an dem Massaker von Marmande teil. Kurz danach starb er.

## Nachkommen
Aus seiner Ehe hatte er mehrere Kinder, darunter:
- Guido I. († 1226), Graf von St. Pol, Herr von Montjay und Broigny
- Hugo I. († 1248), Herr von Châtillon, Troissy und Crécy, 1226 Graf von Saint-Pol (Hugo V.) und 1231 Graf von Blois (Hugo I.)
- Eustachia ⚭ 1) 1215 Daniel, Herr von Béthune ⚭ 2) Robrecht II. von Wavrin, Marschall der Grafschaft Flandern
- Elisabeth ⚭ Raoul von Coucy († 1250), Sohn des Raoul I. de Coucy
- Beatrix ⚭ Aubert von Hangest, Herr von Senlis

Walter hatte seine Besitzungen testamentarisch unter seinen Söhnen geteilt, wobei der ältere hauptsächlich das mütterliche und der jüngere das väterliche Erbe antreten sollte.